# طيف مرئي

تبعثر الضوء الأبيض أثناء مروره في موشور إلى ألوان الطيف المرئي

الطيف المرئي (أو تسمى أحيانا الطيف الضوئي) هو جزء من الطيف الكهرومغناطيسي، وهو مرئي (يمكن اكتشافه من قبل العين البشرية). الطيف الكهرومغناطيسي في هذا المجال من الأطوال الموجية يسمى الضوء المرئي أو ببساطة الضوء. العين البشرية النموذجية تستجيب لأطوال موجية في الهواء حوالي 380 إلى 750 نانومتر. الأطوال الموجية المقابلة في الماء وغيره من الوسائط تنخفض بعامل مساوي لمعامل الانكسار. من حيث التردد، فإن هذا المجال من الطيف الكهرومغناطيسي يقابل 400-790 تيراهيرتز. إن العين تكون أكثر حساسية للضوء عند طول موجة حوالي 555 نانومتر (540 هرتز)، في المنطقة الخضراء من الطيف الضوئي. لا يتضمن الطيف بكل الأحوال جميع الألوان التي تستطيع العين والدماغ البشري تمييزها. الألوان غير المشبعة مثل اللون الوردي، والأرجواني، وقرمزي غير موجدة، على سبيل المثال، لأنها تنتج فقط نتيجة مزج عدة أطوال موجية.
الأطوال الموجية المرئية إلى العين تمر أيضا من خلال «نافذة بصرية» (بالإنجليزية: optical window)‏، وهي المجال من الطيف الكهرومغناطيسي الذي يمر إلى حد كبير من خلال الغلاف الجوي للأرض (على الرغم من أن الضوء الأزرق يتبعثر أكثر من الضوء الأحمر، وهو سبب كون السماء زرقاء). تحدد استجابة العين البشرية باختبار ذاتي (انظر هيئة الإضاءة الدولية CIE)، ولكن النوافذ في الغلاف الجوي تتحدد بقياسات فيزيائية.
وهو عباره عن موجات كهرومغناطيسيه متمثله في موجات الضوء التي تتكون من ألوان الطيف السبعة: الأحمر والبرتقالي والأصفر والأخضر والأزرق والبنفسجي والنيلي.
ولكل من هذه الموجات طول موجي معين يختلف عن الآخر، وسرعة هذه الموجات هي نفس سرعة الموجات الكهرومغناطيسيه تساوي 300000 كم / ث، وتسير هذه الموجات في خطوط مستقيمة ويمكن أن تسير في الفراغ وفي أي وسط شفاف أو شبه شفاف.

## اللون والطيف

الألوان التقريبية للطيف المرئي للأطوال الموجية بين 390 نانومتر و 710 نانومتر.

## الأطوال الموجية التقريبية لألوان الطيف
على الرغم من أن الطيف مستمر ولا توجد حدود واضحة بين لون واحد واللون التالي ، يقدم الجدول التالي القيم المحددة للحقول اللونية الرئيسية ، مع تحديد الأسماء وحدود طول الموجة .
يتم الحصول على تردد الإشعاع بالهرتز بقسمة سرعة الضوء ، حوالي 3×108 متر / ثانية ، على الطول الموجي بالأمتار.
و يتم الحصول على التردد بالتيراهرتز (THz) بقسمة 300000 على الطول الموجي بالنانومتر ، أو 1×10−9 متر.
| طول الموجة (nm) |  |  | الوان الطيف |  | اللون | تعليق                     |
| --------------- |  |  | ----------- |  | ----- | ------------------------- |
| 380 — 449       |  |  | بنفسجي      |  | 445   | primaire CIE 1931 : 435,8 |
| 478 — 483       |  |  | أزرق        |  | 480   |                           |
| 510 — 541       |  |  | اخضر        |  | 525   |                           |
| 575 — 579       |  |  | اصفر        |  | 577   |                           |
| 588 — 593       |  |  | برتقالي     |  | 590   |                           |
| 622 — 780       |  |  | احمر        |  | 650   | primaire CIE 1931 : 700   |

## اقرأ أيضا
- مجموعة خطوط بالمر
- مجموعة خطوط لايمان
- صيغة ريدبرغ
- طيف
- مطيافية
- مطيافية الأشعة تحت الحمراء
- مطياف الإلكترونات
- مطيافية الكتلة